# Saint-Léger (Charente)
Pour les articles homonymes, voir Saint-Léger.
Saint-Léger est une ancienne commune du sud-ouest de la France, située dans le département de la Charente (région Nouvelle-Aquitaine). Le 1er janvier 2019, elle devient une commune déléguée de Coteaux-du-Blanzacais.
Ses habitants sont les Léguriens et les Léguriennes.

## Géographie

### Localisation et accès
Saint-Léger est une petite commune du Sud Charente située 2 km au sud-est de Blanzac et 23 km au sud d'Angoulême.
La commune arrive jusqu'aux faubourgs de Blanzac. Le bourg de Saint-Léger est aussi à 10 km au nord-ouest de Montmoreau, 16 km à l'est de Barbezieux et 21 km au nord de Chalais.
La route principale de la commune est la D 10, route de Blanzac à Montmoreau, qui passe au pied du bourg. La D 46 qui dessert Porcheresse traverse le sud de la commune sur la crête.
La gare la plus proche est celle de Montmoreau, desservie par des TER à destination d'Angoulême et de Bordeaux.

### Hameaux et lieux-dits
Comme de nombreuses communes charentaises, Saint-Léger possède un habitat dispersé et compte de nombreux hameaux et fermes, comme les Ombrières au sud. le lieu-dit les Granges est un faubourg de Blanzac. Le bourg est minuscule.

### Communes limitrophes
| Péreuil (Val des Vignes) (par un quadripoint) | Blanzac-Porcheresse (Coteaux-du-Blanzacais) |          |
| Blanzac-Porcheresse (Coteaux-du-Blanzacais)   | Saint-Léger                                 | Pérignac |
| Cressac-Saint-Genis (Coteaux-du-Blanzacais)   | Nonac                                       |          |

### Géologie et relief
Géologiquement, la commune est située dans les coteaux calcaires du Bassin aquitain datant du Crétacé supérieur, comme toute la moitié sud du département de la Charente.
On trouve le Campanien, calcaire crayeux, sur toute la surface communale. Les sommets au centre et à l'est de la commune sont localement recouverts de dépôts du Tertiaire (Lutétien) composés de galets, sables et argiles, propices aux bois de châtaigniers. 
Des flancs de vallées sont occupés par des colluvions issues de la roche en place et datant du Quaternaire (Pléistocène), et les fonds par des alluvions,,.
Le territoire communal est assez vallonné et compose la Champagne charentaise. Son point culminant est à une altitude de 179 m, situé sur la limite sud-est au Maine Patrat. Le point le plus bas est à 76 m, situé en bordure du Né au pied du bourg de Blanzac. Le bourg de Saint-Léger, construit sur une hauteur allongée vers le nord, est à 122 m d'altitude.

### Hydrographie
Le Né, affluent de la Charente, limite la commune au nord au pied du bourg de Blanzac, qui lui, est sur sa rive droite.
Des ruisseaux naissent dans la commune, comme la Font des Filles, qui naît au pied du bourg de trois ruisseaux et de nombreuses petites sources, coule vers le nord et se jette dans le Né au pied de Blanzac. Au sud de la commune, la Grande Eau coule vers l'ouest, passe à Cressac-Saint-Genis et alimente indirectement l'Arce, affluent du Né.

### Climat
Comme dans les trois quarts sud et ouest du département, le climat est océanique aquitain.

## Toponymie
Une forme ancienne est Sanctus Leodegarius (non datée, Moyen Âge).
Leodegarius est la forme latinisée de Leudgari, nom d'origine germanique, francisé en Léger. Léger était évêque d'Autun, martyrisé en 678 et fêté le 2 octobre. Mais Saint-Léger tire peut-être plus vraisemblablement son nom de Léger, évêque de Saintes au VIIe siècle, fêté localement le 12 novembre.

## Histoire
Par une arrêté préfectoral du 4 octobre 2018 avec effet au 1er janvier 2019, Saint-Léger intègre la commune nouvelle du Coteaux-du-Blanzacais.

## Administration

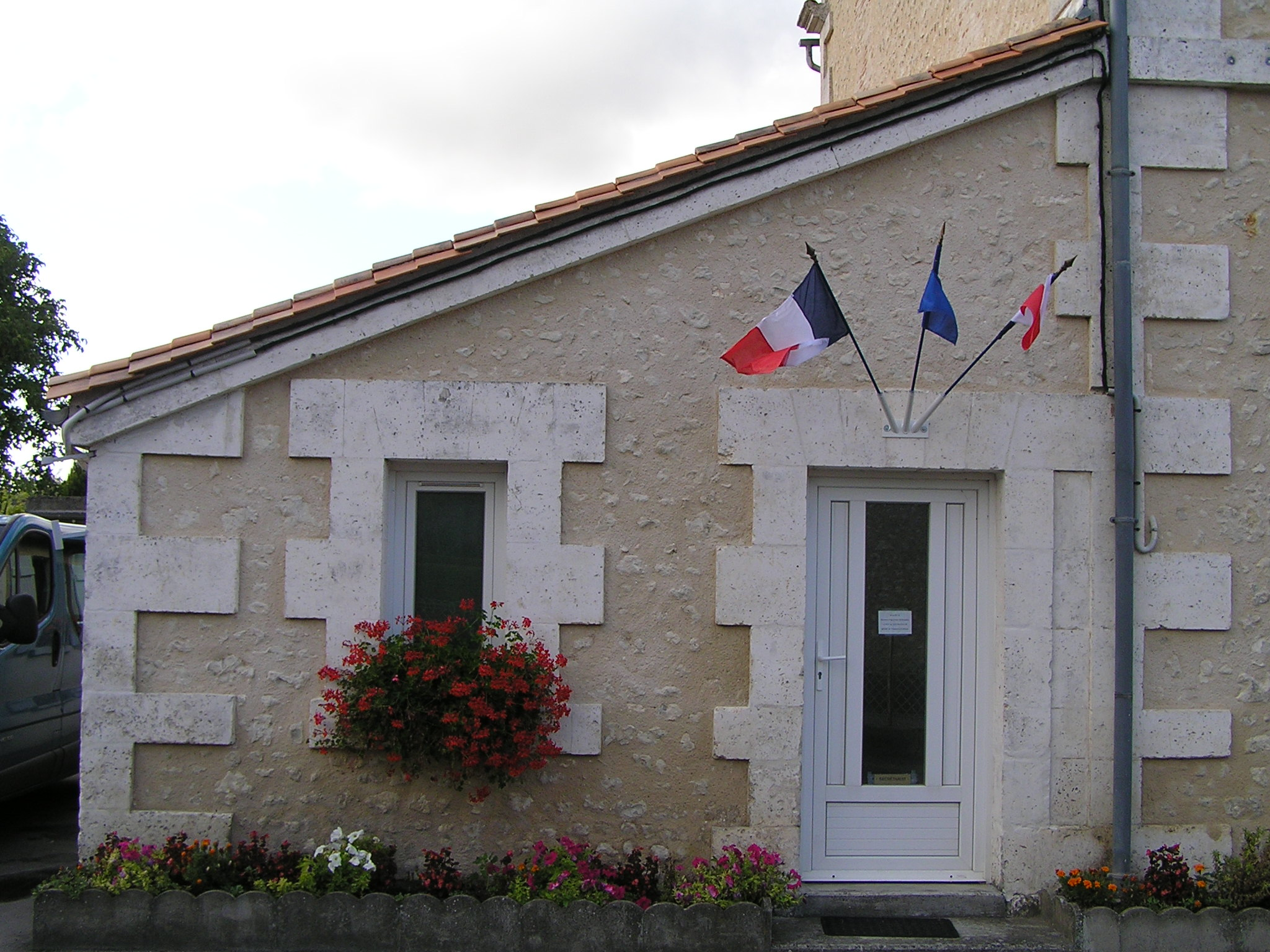
La mairie

| Période                                  | Période  | Identité           | Étiquette | Qualité            |
| ---------------------------------------- | -------- | ------------------ | --------- | ------------------ |
| Les données manquantes sont à compléter. |          |                    |           |                    |
| depuis 1989                              | En cours | Anne-Marie Rochais | UMP       | Attachée de groupe |

## Démographie

### Évolution démographique
L'évolution du nombre d'habitants est connue à travers les recensements de la population effectués dans la commune depuis 1793. Pour les communes de moins de 10 000 habitants, une enquête de recensement portant sur toute la population est réalisée tous les cinq ans, les populations de référence des années intermédiaires étant quant à elles estimées par interpolation ou extrapolation. Pour la commune, le premier recensement exhaustif entrant dans le cadre du nouveau dispositif a été réalisé en 2008.

En 2016, la commune comptait 124 habitants, en évolution de +4,2 % par rapport à 2010 (Charente : −0,48 %, France hors Mayotte : +2,11 %).
| 1793 | 1800 | 1806 | 1821 | 1831 | 1841 | 1846 | 1851 | 1856 |
| ---- | ---- | ---- | ---- | ---- | ---- | ---- | ---- | ---- |
| 186  | 171  | 156  | 186  | 215  | 203  | 210  | 200  | 204  |

| 1861 | 1866 | 1872 | 1876 | 1881 | 1886 | 1891 | 1896 | 1901 |
| ---- | ---- | ---- | ---- | ---- | ---- | ---- | ---- | ---- |
| 200  | 189  | 192  | 185  | 194  | 187  | 183  | 177  | 183  |

| 1906 | 1911 | 1921 | 1926 | 1931 | 1936 | 1946 | 1954 | 1962 |
| ---- | ---- | ---- | ---- | ---- | ---- | ---- | ---- | ---- |
| 194  | 191  | 153  | 165  | 174  | 156  | 146  | 134  | 145  |

| 1968 | 1975 | 1982 | 1990 | 1999 | 2006 | 2008 | 2013 | 2016 |
| ---- | ---- | ---- | ---- | ---- | ---- | ---- | ---- | ---- |
| 140  | 176  | 181  | 140  | 136  | 125  | 122  | 124  | 124  |

### Pyramide des âges
| Hommes | Classe d’âge | Femmes |
| ------ | ------------ | ------ |
| 0,0    | 90 ans ou +  | 0,0    |
| 24,1   | 75 à 89 ans  | 17,2   |
| 15,5   | 60 à 74 ans  | 31,3   |
| 20,7   | 45 à 59 ans  | 15,6   |
| 20,7   | 30 à 44 ans  | 15,6   |
| 10,3   | 15 à 29 ans  | 10,9   |
| 8,6    | 0 à 14 ans   | 9,4    |

| Hommes | Classe d’âge | Femmes |
| ------ | ------------ | ------ |
| 0,5    | 90 ans ou +  | 1,6    |
| 8,2    | 75 à 89 ans  | 11,8   |
| 15,2   | 60 à 74 ans  | 15,8   |
| 22,3   | 45 à 59 ans  | 21,5   |
| 20,0   | 30 à 44 ans  | 19,2   |
| 16,7   | 15 à 29 ans  | 14,7   |
| 17,1   | 0 à 14 ans   | 15,4   |

## Économie

### Agriculture
La viticulture occupe une petite partie de l'activité agricole. La commune est classée dans les Fins Bois, dans la zone d'appellation d'origine contrôlée du cognac.

## Lieux et monuments
L'église paroissiale Saint-Léger occupe le centre du bourg. Sa cloche date de 1613 et porte l'inscription « +IHS M.A.SANCTE LENGDARI ORA PRO NOBIS. AU MOIS DE MARS POUR S. LEGIER IE SUIS ESTE FAICTE. A.CAMUS 1613 ». Elle est classée monument historique au titre objet depuis 1944.
La commune ne possède pas de monument aux morts, mais pour honorer la mémoire d'un enfant de Saint-Léger tombé pendant la Première Guerre mondiale, Louis-Auguste Gauvrit, une plaque émaillée a été déposée au pied  de la croix hosannière en juin 2004. 

L'église Saint-Léger
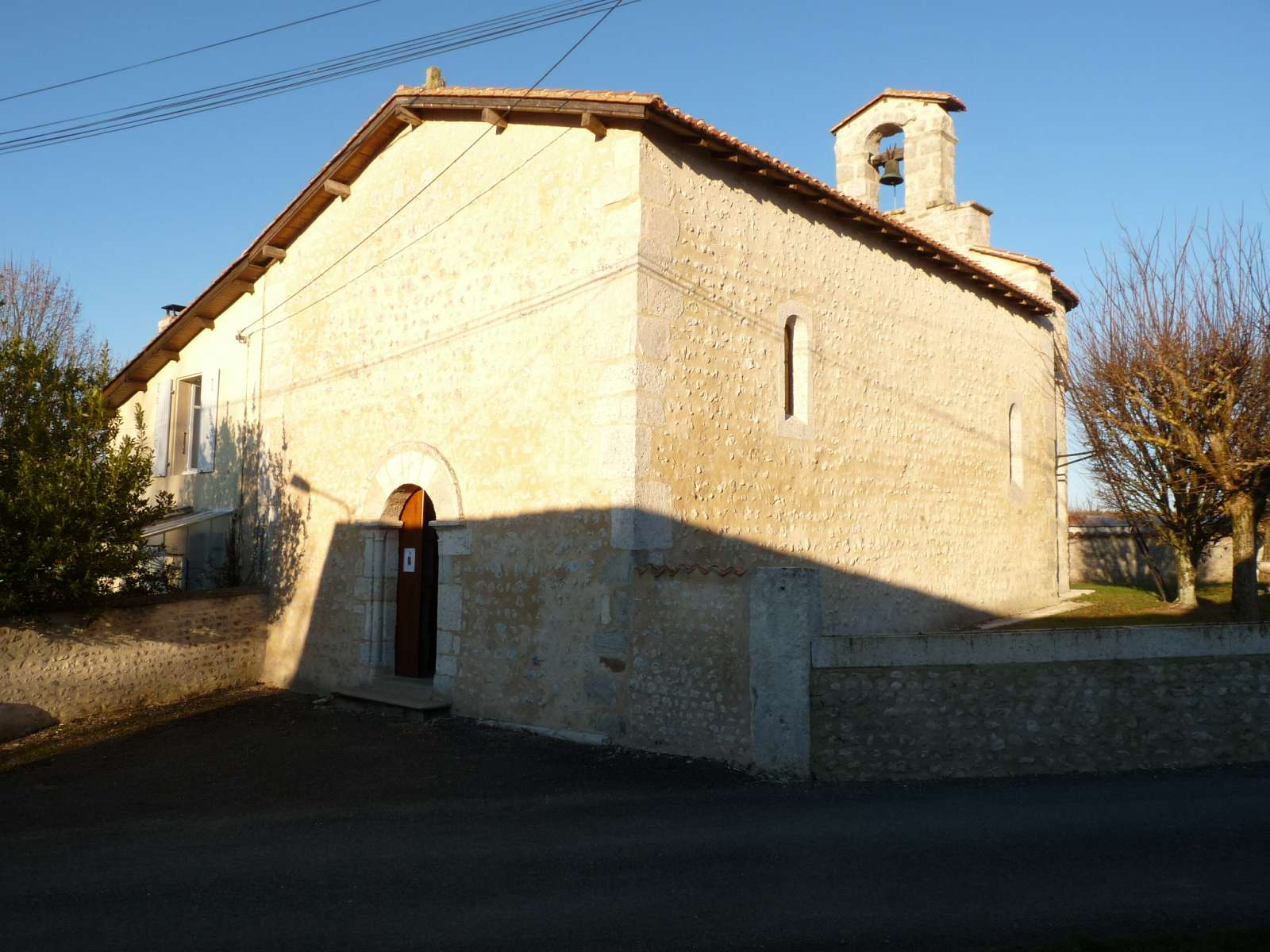
La façade
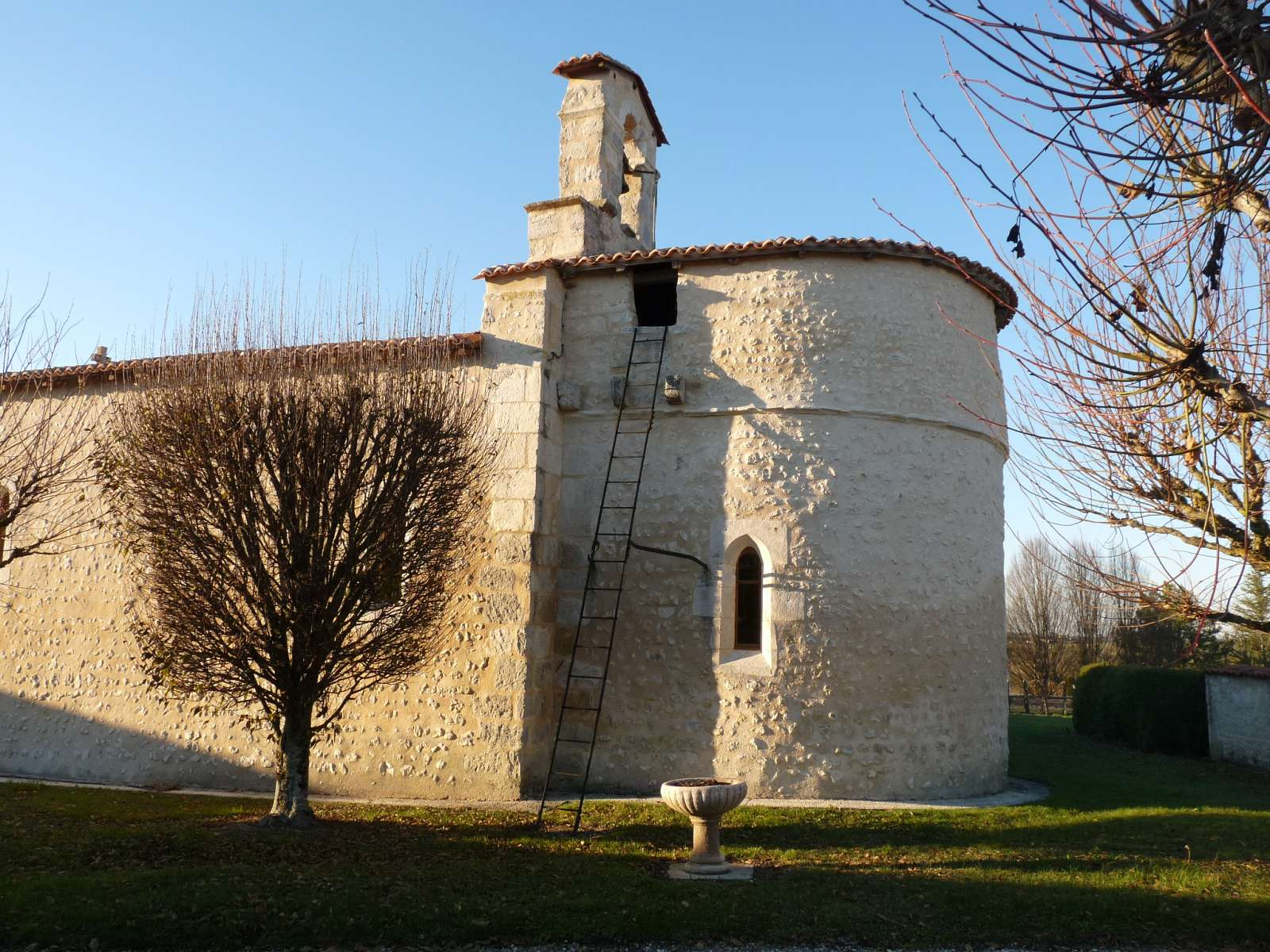
Le chevet et le clocher
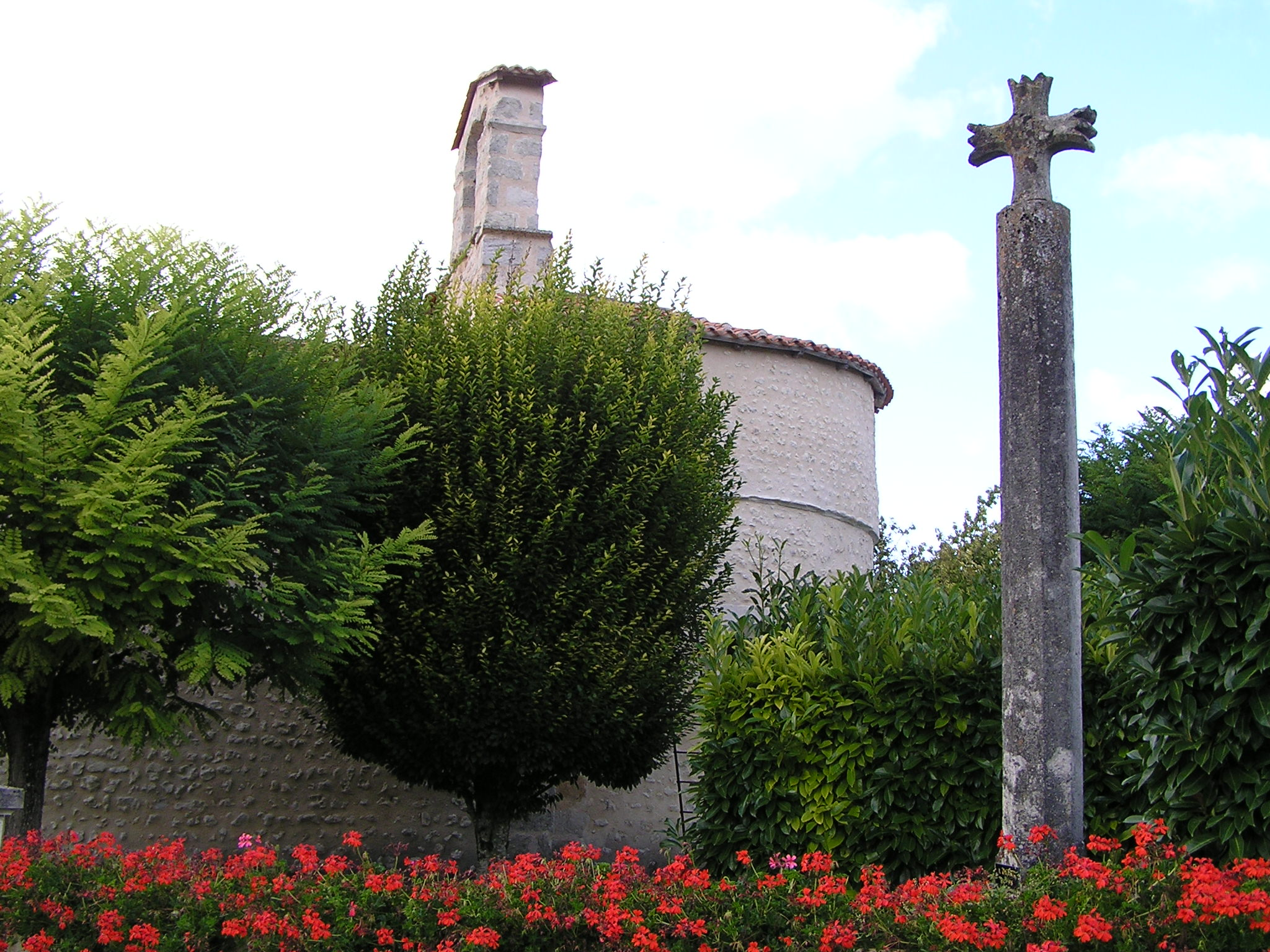
Croix hosannière
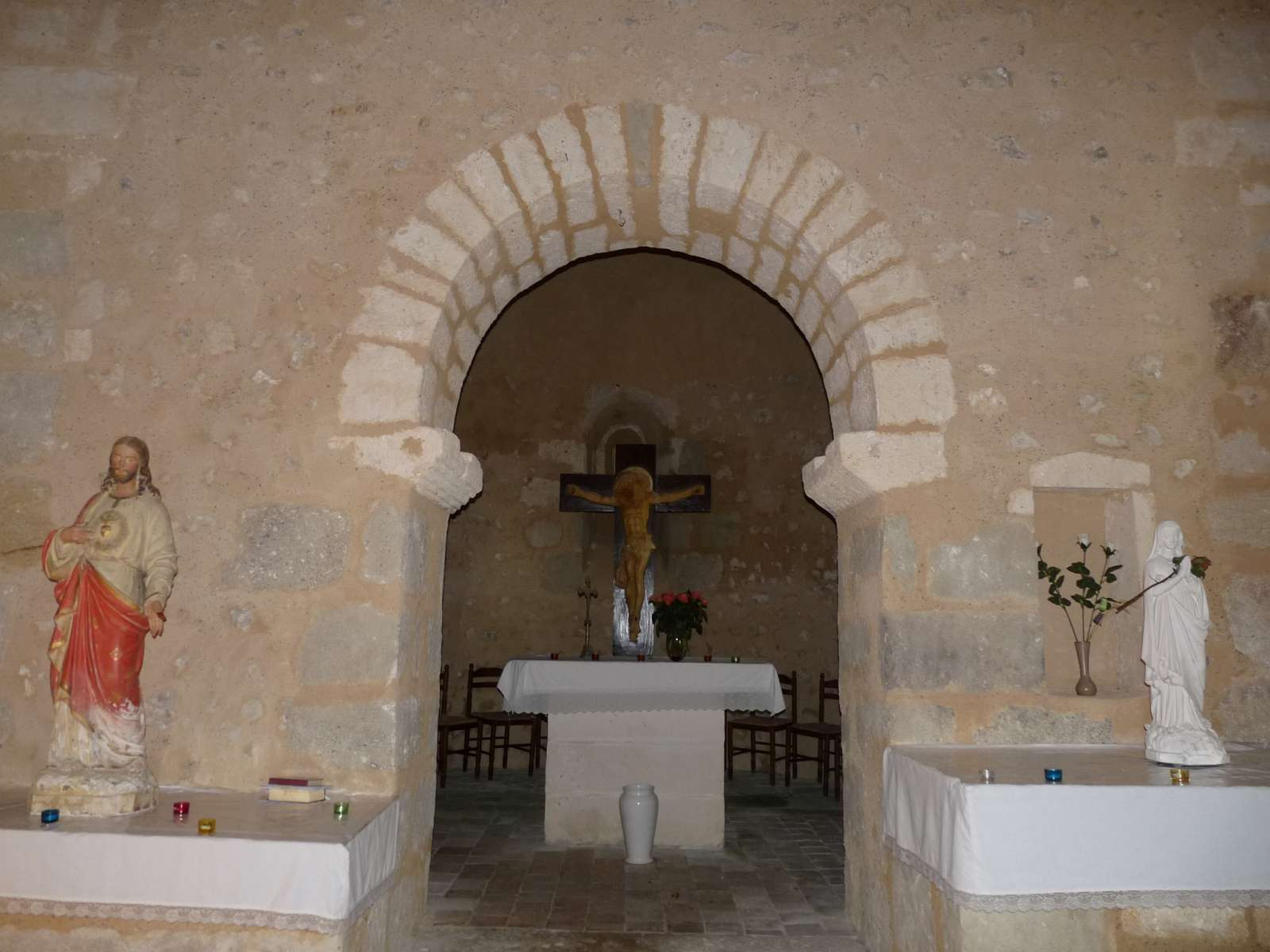
Le chœur et l'autel

Le logis de la Sablière date du XVIIe siècle. Il possède un corps de logis rectangulaire avec pavillon à toit à pans, et un bâtiment en retour d'équerre avec un pigeonnier (tour ronde).